# Réseau hydrographique des affluents de la Midouze
Réseau hydrographique des affluents de la Midouze este o arie protejată (sit de importanță comunitară — SCI) din Franța întinsă pe o suprafață de 4.914 ha, integral pe uscat.

## Localizare
Centrul sitului Réseau hydrographique des affluents de la Midouze este situat la coordonatele 43°59′02″N 0°26′11″W / 43.98389°N 0.43639°V.

## Înființare
Situl Réseau hydrographique des affluents de la Midouze a fost declarat arie specială de conservare în baza directivei 92/43 din 1992 referitoare la conservarea habitatelor naturale și a faunei și florei sălbatice pentru a proteja 14 specii de animale.

## Biodiversitate
Situată în ecoregiunea atlantică, aria protejată conține 7 habitate naturale: Lacuri eutrofice naturale cu vegetație de tip Magnopotamion sau Hydrocharition, Pajiști umede atlantice temperate cu Erica ciliaris și Erica tetralix, Depresiuni pe substraturi de turbă de Rhynchosporion, Peșteri inaccesibile publicului, Păduri acidofile de stejar bătrân cu Quercus robur pe câmpii nisipoase, Păduri aluvionare cu Alnus glutinosa și Fraxinus excelsior (Alno-Padion, Alnion incanae, Salicion albae), Păduri de stejar galițio-portugheze cu Quercus robur și Quercus pyrenaica.
La baza desemnării sitului se află mai multe specii protejate:
- mamifere (7): vidră de râu (Lutra lutra), liliac cu aripi lungi (Miniopterus schreibersii), nurcă (Mustela lutreola), liliac cu urechi mari (Myotis bechsteinii), liliac cărămiziu (Myotis emarginatus), liliacul mediteranean cu potcoavă (Rhinolophus euryale), liliacul mare cu potcoavă (Rhinolophus ferrumequinum)
- nevertebrate (2): Austropotamobius pallipes, libelule (Leucorrhinia pectoralis)
- pești (4): zglăvoacă (Cottus gobio), cicar (Lampetra planeri), Parachondrostoma toxostoma, boarță (Rhodeus amarus)
- reptile (1): țestoasa de baltă (Emys orbicularis)